# Oscar Lombardot
Oscar Lombardot, né le 23 avril 2000 à Pontarlier (Doubs), est un biathlète français. Il est double champion du monde junior au relais.

## Parcours sportif
Oscar Lombardot a fait ses débuts sur les courses IBU Junior Cup non loin de chez lui, aux Rousses, fin 2018 et a participé aux championnats du monde juniors à Osrblie l'année suivante, où il a terminé deux fois dans le top dix. Après un nouveau top 10 en IBU Junior Cup lors de la saison 2019-2020, Oscar Lombardot fait ses débuts en IBU Cup en janvier de la même saison. Il est sélectionné pour la première fois en coupe du monde à Hochfilzen fin 2020. Il termine alors 81e et 86e. Peu de temps après, il participe aux relais et relais mixte à Arber et termine sur le podium, puis décroche sa première médaille d'or aux Championnats du monde juniors à Obertilliach aux côtés de Sébastien Mahon, Éric Perrot et Émilien Claude.

### 2021-2022
Au cours de la saison d'IBU Cup 2021-2022, Oscar Lombardot réalise son meilleur résultat individuel avec une 7e place en simple court d’Osrblie, puis fait encore mieux aux Championnats d’Europe avec une 4e place. Il obtient sa deuxième médaille d'or en relais aux championnats du monde juniors 2022, cette fois avec Rémi Broutier, Paul Fontaine et Jacques Jefferies.
En fin de saison, Oscar Lombardot réussit l'impensable en remportant le titre de champion de France de biathlon à Prémanon. Alors encore U22, il s’impose devant des biathlètes confirmés, tels que Quentin Fillon Maillet et Antonin Guigonnat.

### 2022-2023

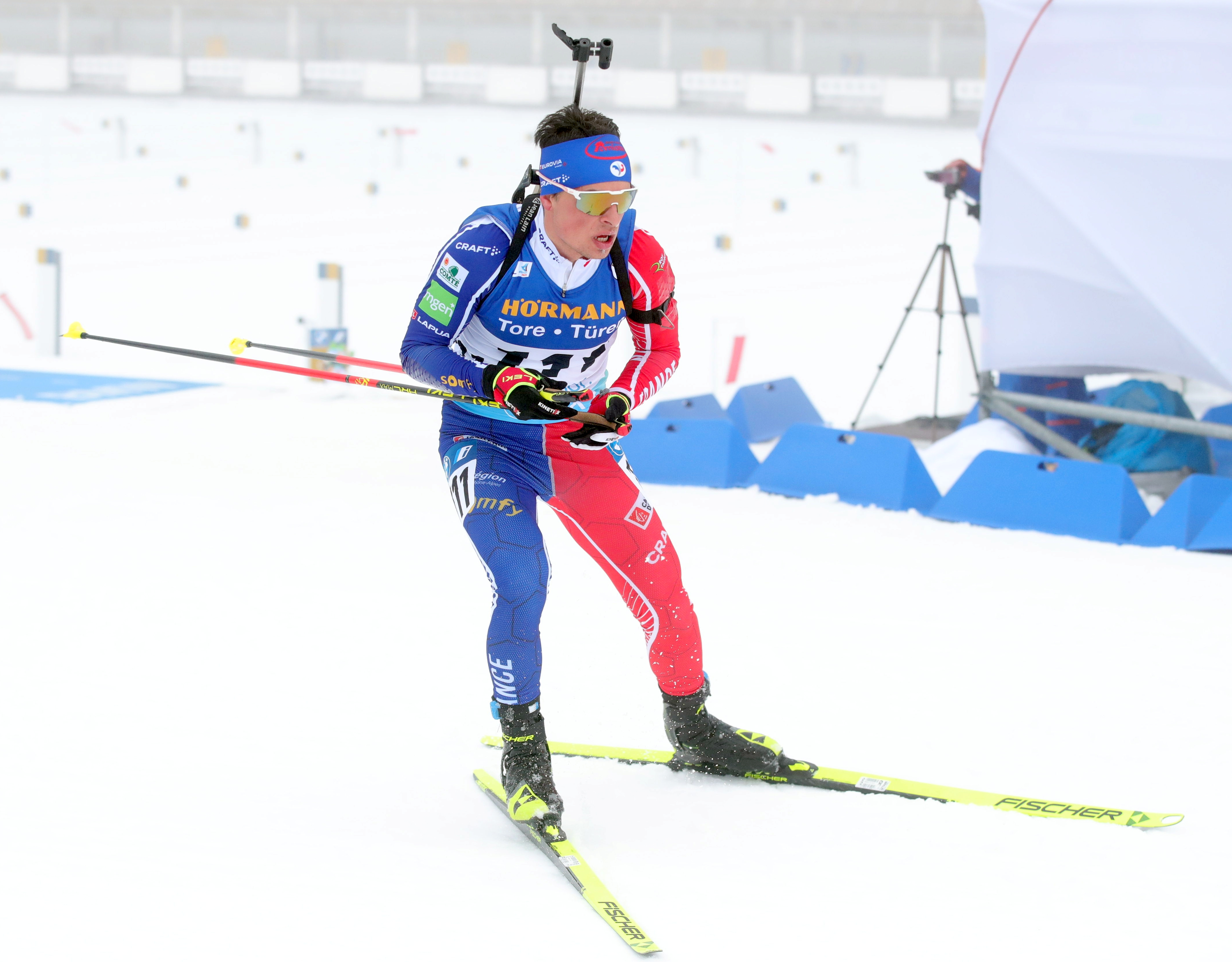
Oscar Lombardot sur le sprint des championnats du monde de 2023.

Après un bon début de saison 2022-2023 en IBU Cup, Oscar Lombardot décroche ses deux premiers podiums individuels à Ridnaun avec deux fois la 2e place, sur le sprint et la poursuite.
Grâce à ses bons résultats, Oscar Lombardot est sélectionné lors de l'étape de Coupe du monde à Pokljuka. Il marque ses premiers points en carrière en coupe du monde en terminant 38e de la poursuite.
Le dernière place pour la sélection française en vue des Mondiaux d'Oberhof était à décrocher sur l’étape d’IBU Cup d’Obertilliach. Oscar Lombardot y termine meilleur français sur les deux courses autrichiennes et est donc sélectionné pour disputer ses premiers championnats du monde. Aligné sur le sprint et l'individuel, le Franc-Comtois termine respectivement 64e et 70e place.
Fin mars, Oscar Lombardot est invité à participer à son premier relais de coupe du Monde à Östersund. En compagnie d'Antonin Guigonnat, Éric Perrot et Fabien Claude, Oscar Lombardot prend la 2e place derrière la Norvège.
Comme l'hiver précédent, Oscar Lombardot s'impose sur la course des championnats de France et s'offre le doublé. C'est au terme d'un sprint final face à Quentin Fillon Maillet qu'Oscar Lombardot décroche pour la seconde fois consécutive le titre de champion de France.

### 2023-2024
À la suite de ses bons résultats de l'hiver précédent, Oscar Lombardot est sélectionné pour la première fois en équipe A pour la saison 2023-2024.
A l’issue de cette saison, il est 51ème au classement général.

### 2024-2025
Après des débuts convaincants en IBU Cup, Lombardot rejoint le groupe Coupe du Monde après les championnats du monde. Il y signe son premier top 10, sur la poursuite, puis une victoire en relais, avec Emilien Claude, Fabien Claude et Quentin Fillon-Maillet.

## Palmarès

### Championnats du monde
| Édition      | Individuel | Sprint | Poursuite | Relais | Relais mixte | Relais mixte simple |
| Oberhof 2023 | 70e        | 64e    | —         | —      | —            | —                   |

### Coupe du Monde
- Meilleur classement général : 45e en 2025.
- Meilleur résultat individuel : 10e en 2025.
- 2 podiums en relais : 1 victoire et 1 deuxième place.

Mis à jour le 23 mars 2025

#### Classements en Coupe du Monde
| Saison    | Individuel | Individuel | Individuel | Sprint  | Sprint | Sprint | Poursuite | Poursuite | Poursuite | Mass start | Mass start | Mass start | Général | Général | Général    |
| Saison    | Courses    | Points     | Class.     | Courses | Points | Class. | Courses   | Points    | Class.    | Courses    | Points     | Class.     | Courses | Points  | Classement |
| --------- | ---------- | ---------- | ---------- | ------- | ------ | ------ | --------- | --------- | --------- | ---------- | ---------- | ---------- | ------- | ------- | ---------- |
| 2020-2021 |            |            |            | 2 / 10  | -      | n.c.   |           |           |           |            |            |            | 2 / 26  | -       | n.c.       |
|           |            |            |            |         |        |        |           |           |           |            |            |            |         |         |            |
| 2022-2023 | 2 / 3      | 3          | 61e        | 4 / 7   | -      | n.c.   | 2 / 7     | 9         | 65e       |            |            |            | 8 / 21  | 12      | 82e        |
| 2023-2024 | 2 / 3      | 25         | 37e        | 3 / 7   | 3      | 70e    | 2 / 7     | 17        | 52e       | 1 / 4      | 10         | 39e        | 8 / 21  | 55      | 51e        |
| 2024-2025 | '          | 23         | 44e        | '       | 23     | 51e    | '         | 31        | 44e       | '          | 26         | 36e        | '       | 103     | 45e        |

#### Résultats détaillés en Coupe du Monde
| 2020-2021 |    |    |    |    |        |    |        |    |        |        |        |        |        |        |        | .  | .      | .  | .      |        |        |        |        |        |    |    | n.c. |
| 2020-2021 | IN | SP | SP | PU | SP 81e | PU | SP 86e | PU | MS     | SP     | PU     | SP     | MS     | IN     | MS     | SP | PU     | IN | MS     | SP     | PU     | SP     | PU     | SP     | PU | MS | n.c. |
| 2022-2023 |    |    |    |    |        |    |        |    |        |        |        |        |        |        | .      | .  | .      | .  |        |        |        |        |        |        |    |    | 82e  |
| 2022-2023 | IN | SP | PU | SP | PU     | SP | PU     | MS | SP 43e | PU 38e | IN 43e | MS     | SP 42e | PU 35e | SP 64e | PU | IN 70e | MS | SP 66e | PU     | IN 38e | MS     | SP 68e | PU     | MS |    | 82e  |
| 2023-2024 |    |    |    |    |        |    |        |    |        |        |        |        |        |        | .      | .  | .      | .  |        |        |        |        |        |        |    |    | 51e  |
| 2023-2024 | IN | SP | PU | SP | PU     | SP | PU     | MS | SP     | PU     | SP 38e | PU 24e | SI 16e | MS 26e | SP     | PU | IN     | MS | IN DNF | MS     | SP 51e | PU 43e | SP 78e | PU     | MS |    | 51e  |
| 2024-2025 |    |    |    |    |        |    |        |    |        |        |        |        |        |        | .      | .  | .      | .  |        |        |        |        |        |        |    |    | 45e  |
| 2024-2025 | SI | SP | MS | SP | PU     | SP | PU     | MS | SP     | PU     | IN     | MS     | SP     | PU     | SP     | PU | IN     | MS | SP 18e | PU 10e | SI 18e | MS 15e | SP 51e | PU 41e | MS |    | 45e  |

#### Podium en relais en Coupe du monde
| Podium en relais en Coupe du monde | Podium en relais en Coupe du monde | Podium en relais en Coupe du monde | Podium en relais en Coupe du monde | Podium en relais en Coupe du monde | Podium en relais en Coupe du monde | Podium en relais en Coupe du monde | Podium en relais en Coupe du monde | Podium en relais en Coupe du monde | Podium en relais en Coupe du monde | Podium en relais en Coupe du monde |
| n°                                 | Saison                             | Date                               | Lieu                               | Épreuve                            | Résultat                           | Composition                        | Composition                        | Composition                        | Composition                        | Compétition                        |
| ---------------------------------- | ---------------------------------- | ---------------------------------- | ---------------------------------- | ---------------------------------- | ---------------------------------- | ---------------------------------- | ---------------------------------- | ---------------------------------- | ---------------------------------- | ---------------------------------- |
| 1                                  | 2024-2025                          | 09-03-2025                         | Nové Město                         | Relais 4 x 7,5 km                  | Médaille d'or                      | É. Claude                          | O. Lombardot                       | Fabien Claude                      | Q. Fillon Maillet                  | Coupe du monde                     |

### Championnats du Monde jeunes et juniors
| Édition             | Cat.    | Individuel | Sprint | Poursuite | Relais               |
| Brezno-Osrblie 2019 | Jeunes  | 54e        | 9e     | 5e        | —                    |
| Obertilliach 2021   | Juniors | 17e        | 53e    | 46e       | Médaille d'or, monde |
| Soldier Hollow 2022 | Juniors | 8e         | 9e     | 10e       | Médaille d'or, monde |

### Championnats d'Europe
| Édition             | Individuel | Sprint | Poursuite | Relais mixte | Relais mixte simple |
| Duszniki Zdroj 2021 | 95e        | 15e    | 50e       | —            | —                   |
| Arber 2022          | 4e         | 36e    | 37e       | 4e           | —                   |

### Championnats de France
| Édition                                                 | Catégorie | Résultat scratch     | Résultat catégorie   | Tir               |
| Prémanon 2018                                           | U19       | 10e                  | 10e                  | 14 / 20 (3-1-1-1) |
| Méribel 2019                                            | U19       | 8e                   | 6e                   | 12 / 20 (2-1-4-1) |
| Épreuve annulée en raison de la pandémie de coronavirus |           |                      |                      |                   |
| Prémanon 2022                                           | U22       | Médaille d'or, monde | Médaille d'or, monde | 17 / 20 (0-2-0-1) |
| Bessans 2023                                            | Sénior    | Médaille d'or, monde | Médaille d'or, monde | 18 / 20 (0-0-0-2) |

Légende :
- : première place, médaille d'or
- : deuxième place, médaille d'argent
- : troisième place, médaille de bronze
- — : non disputée par Lombardot
- N.P. : non partant
- N.F. : non fini

### IBU Cup
| Saison    | Général | Individuel | Sprint | Poursuite | Mass-start |
| 2020-2021 | 38e     | 33e        | 27e    | nc        |            |
| 2021-2022 | 44e     | 2e         | 98e    | 82e       | 53e        |
| 2022-2023 | 9e      | 32e        | 8e     | 10e       | 29e        |
| 2023-2024 | 18e     | 20e        | 19e    | 15e       | -          |

### IBU Junior Cup
| Saison    | Général | Individuel | Sprint | Poursuite |
| 2019-2020 | 40e     | 69e        | 48e    | 15e       |
| 2021-2022 | 38e     | 31e        | 49e    | 20e       |